# Extrakunia columbiana
Extrakunia columbiana är en fjärilsart som beskrevs av Smith 1903. Extrakunia columbiana ingår i släktet Extrakunia och familjen nattflyn. Inga underarter finns listade i Catalogue of Life.